# Danny Galbraith
Daniel William „Danny“ Galbraith (* 19. srpna 1990) je skotský fotbalista hrající na postu záložníka, který v současnosti hraje za anglický tým York City FC, který hraje 4. nejvyšší anglickou fotbalovou soutěž.

## Klubová kariéra

### Manchester United
Galbraith nastartoval svou kariéru ve skotském klubu Hearts, krátce před tím než v den svých 16 narozenin podepsal smlouvu s anglickým fotbalovým klubem Manchester United. V první sezoně na Old Trafford Danny dopomohl Manchesteru United k výhře ve finále FA Youth Cup. Jeho zdokonalování však bylo brzo zastaveno sérií zranění, která si vyžádala operaci a následně dlouhou dobu na zotavení. Danny byl mimo hru celých 10 měsíců.

### Hibernian
Poté, co se Danny zotavil, dostal nabídku od skotského klubu Hibernian FC, kterou přijal a v roce 2009 podepsal dvouletou smlouvu. Debutoval na začátku sezony 2009/2010 proti St. Mirren FC kde Hibernian vyhráli 2:1 právě díky Dannymu, který nahrál na poslední a zároveň vítězný gól.
První gól Danny vstřelil 27. ledna 2010 v poslední minutě proti Celticu. Danny tento gól popsal jako „moment to remember“ neboli „okamžik, který si bude pamatovat“.

### Limerick
Danny 18. února 2013 podepsal dvouletý kontrakt s irským klubem Limerick FC. Připsal si s ním 35 startů a 2 góly.

### Gillingham
V prosinci 2014 podepsal smlouvu s anglickým Gillinghamem FC až do konce sezóny 2014/15. V semifinále Kent Senior Cupu vstřelil úžasný gól z 23 metrů.

### York City
27. listopadu 2015 podepsal smlouvu s York City FC. Svůj první gól v klubu vstřelil 30. ledna 2016 proti Stevenage FC.